# Porphyrinia louisiadensis
Porphyrinia louisiadensis là một loài bướm đêm trong họ Noctuidae.